# Фокс-Лейк (Иллинойс)
Фокс-Лейк — деревня в посёлках Грант и Антиох в округе Лейк, штат Иллинойс, и городке Бёртон, округ Мак-Генри, штат Иллинойс, США. Население при переписи 2020 года составляло 10 978 человек. Деревня расположена примерно в 57 милях (92 км) к северу от Чикаго. 

## История

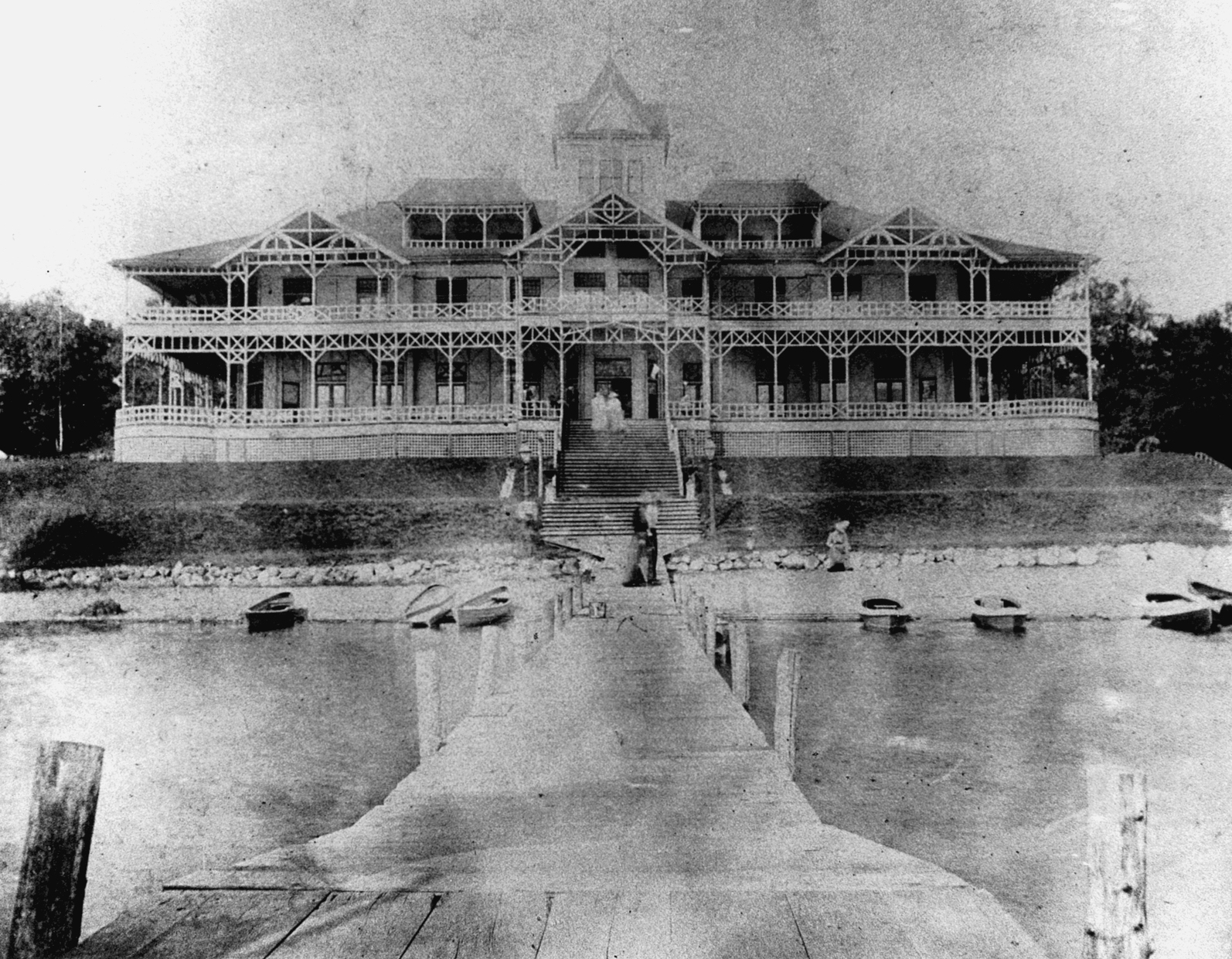
Оригинальный отель Mineola

Деревня была зарегистрирована 15 декабря 1906 года и сертифицирована государством 13 апреля 1907 года. Впервые этот район исследовали французы в 17 веке. В конце 19 века он был известен как Нипперсинк-Пойнт. В начале 20 века здесь было всего несколько сотен жителей. Однако в летний сезон численность населения, по оценкам, достигала 20 000 человек, а на пике роста в этом районе было 50 отелей и 2 000 коттеджей. Сообщается, что печально известный чикагский гангстер Аль Капоне использовал заведение, ныне известное как гостиница и ресторан Минеола, в качестве укрытия, хотя это никогда не было задокументировано. В 1979 году Минеола была внесена в Национальный реестр исторических мест и, возможно, является крупнейшим деревянным каркасным сооружением в штате.
Многие жители Чикаго построили летние дома в Фокс-Лейк. Деревня расположена среди Чейн О’Лёйкс, где популярны плавание, катание на лодках, водных лыжах, тюбингах и сноубордах. В 2006 году в озёрной системе было зарегистрировано около 28 000 лодок.
Несчастные случаи на лодках распространены в современном обществе, однако количество несчастных случаев на озере Фокс частично сократилось из-за более строгих правил в отношении катания на лодках под воздействием алкоголя и других факторов. В 2010 финансовом году было только одно происшествие и смерть на лодке. В 2015 году это число выросло до 3 несчастных случаев, 1 травмы и 1 смерти. Два человека пострадали в 2015 году со смертельным исходом, вызванным утоплением из-за употребления алкоголя.
Фокс-Лейк оказалось в центре всеобщего внимания в сентябре 2015 года, когда лейтенант Джо Глиневич из полицейского управления Фокс-Лейк был найден застреленным в болоте после того, как по радио сообщил, что он преследовал трёх субъектов. Последующая охота на предполагаемых стрелков привлекла более 400 сотрудников правоохранительных органов, затронула всё местное сообщество и вызвала дебаты в средствах массовой информации относительно «Войны с полицейскими» и движения Black Lives Matter. Тысячи людей, в том числе губернатор Брюс Раунер, собрались на похороны и поминальную процессию, чтобы выразить свою поддержку. После двухмесячного расследования власти пришли к выводу, что Глиневич совершил «тщательно инсценированное самоубийство». Стало известно, что он был замешан в финансовых махинациях, связанных с его работой в качестве главы местной «программы полицейских исследователей», и даже пытался нанять члена банды, чтобы убить деревенского администратора. Она проводила финансовую проверку программы, возглавляемой Глиневичем, и полицейский беспокоился, что администратор обнаружит его преступления.

## Сельское правительство
«Фокс Лейк зарегистрирован в рамках деревенской формы правления, с избранным президентом деревни, шестью попечителями и деревенским клерком. Глава села также признан мэром».
 В таблице ниже представлен список мэров с момента основания деревни в 1907 году по настоящее время:
| Имя мэра           | Дата (даты)            | Имя мэра             | Дата (даты)   |
| ------------------ | ---------------------- | -------------------- | ------------- |
| Джон Браун         | 1907-1913              | CH Острандер         | 1913-1914     |
| Гарри А. Мэйпол    | 1915-1917              | Уильям С. Нэгл       | 1917-1921     |
| Эрнест Хаммель     | 1921-1923 гг.          | Луи Депрофт          | 1923-1929     |
| Джордж Холлистер   | 1929-1931              | Артур Дж. Амундсен   | 1935-1949     |
| Карл Э. Эриксон    | 1949-1953 гг.          | Альберт Э. Хоффмайер | 1953-1957     |
| Джозеф Армондо     | 1957-1961              | Мариус «Босси» Олсен | 1961-1965     |
| Джозеф Армондо     | 1965-1975              | Джон Ходж            | 1976-1978     |
| Ричард «Бутч» Хэмм | 1978-1985              | Уильям Дам           | 1985-1989     |
| Фрэнк Мейер        | 1989-1993              | Кен Хамшер           | 1993-1997     |
| Джим Паппас        | 1997-2001              | Нэнси Коске          | 2001-2005     |
| Синди Ирвин        | 2005-2009 гг.          | Эд Бендер            | 2009-2013 гг. |
| Донни Шмит         | 2013 — настоящее время |                      |               |

## География
Лисье озеро находится на42°24′12″ с. ш. 88°10′58″ з. д. (42,4032677, −88,1828850), 55 миль (89 км) северо-западу от центра Чикаго и в 20 миль (32 км) западу от Уокигана, штат Иллинойс . Центр деревни расположен на южном берегу озера Пистаки, озера Нипперсинк и озера Фокс — трёх связанных водоёмов, которые составляют часть системы Чейн-О’Лёйкс, текущих на юго-запад через реку Фокс к реке Иллинойс . Границы деревни извилисто простираются на север вплоть до границы с Висконсином.
Согласно переписи 2010 года, общая площадь территории Фокс-Лейк составляла 9,942 квадратной мили (25,75 км2) , из которых 8,12 квадратной мили (21,03 км2) (или 81,67 %) занимала суша и 1,822 квадратной мили (4,72 км2) (или 18,33 %) — вода.

### Основные улицы
- Wilmot Road
- State Park Road
- Grass Lake Road
- Маршрут США 12
- Гранд Авеню
- Иллинойс Маршрут 173
- Rollins Road
- Большая пустая дорога
- Nippersink Road

## Демография
По данным переписи 2000 года, было зафиксировано 9 178 человек, 4 046 домашних хозяйств и 2 330 семей, проживающих в деревне Фокс-Лейк. Плотность населения составляла 1249,1 человек на квадратную милю (482,1 / км 2). Было 4652 единицы жилья в средней плотности 633,1 за квадратную милю (244,4 / км 2). Расовый состав деревни: 95,49 % белых, 0,76 % афроамериканцев, 0,24 % коренных американцев, 0,65 % азиатов, 0,05 % жителей тихоокеанских островов, 1,54 % из других рас и 1,26 % представителей смешанных рас. Испанцы и латиноамериканцы любой расы составляли 5,80 % населения.
Существовали 4046 семей, из которых 26,1 % имели детей в возрасте до 18 лет, проживающих с ними; 44,4 % были супружескими парами, живущими вместе; в 9,0 % семей женщины проживали без мужей, а 42,4 не имели семьи. 35,4 % всех домохозяйств состояли из отдельных лиц, в 13,4 % из них жил одинокий человек 65 лет и старше. Среднестатистический размер домохозяйства 2,27, а среднестатистический размер семьи — 2,98.
В селе население было рассредоточено: 22,7 % в возрасте до 18 лет, 8,1 % — от 18 до 24 лет, 33,1 % — от 25 до 44 лет, 22,2 % — от 45 до 64 лет и 14,0 % в возрасте 65 лет или старше. Средний возраст составлял 37 лет. На каждые 100 женщин приходилось 100,8 мужчин. На каждые 100 женщин возрастом 18 лет и старше насчитывалось 98,5 мужчин.
Средний доход домохозяйства в деревне составлял 46 548 долларов, а средний доход семьи — 58 843 доллара. Средний доход мужчин составлял 42 009 долларов по сравнению с 29 063 долларами для женщин. Доход на душу населения в деревне составлял 24 350 долларов. 6,4 населения и 4,1 % семей были за чертой бедности. Из общего числа людей в Фокс-Лейк 7,2 % лиц моложе 18 лет и 9,1 % лиц 65 лет и старше жили за чертой бедности.

## Образование
- Средняя школа Grant Community (9-12)
- Фокс-Лейк-Начальная школа округа # 114
- Средняя школа Стэнтона (5-8)
- Начальная школа Биг-Холлоу Школьный округ Биг-Холлоу 38 (K-8)
- Школа Святой Беды (K-8)
- Начальная школа Гэвина (находилась через дорогу от католической школы Св. Беды)

## Известные люди
- Билли Клаус, шорт-стоп и третий бейсболист шести команд Высшей бейсбольной лиги; родился в Фокс-Лейк. Его брат, Бобби Клаус, также был игроком Высшей лиги.
- Анн-Маргрет, Анн-Маргрет Олссон, актёр, певица, танцовщица («Плотское знание», «Томми») Когда-то жила в Фокс-Лейк. Её родственник — Мариус «Босси» Олсен, бывший мэр[12][13][14][15][16].
- Александр Джозеф МакГэвик, епископ Римско-католической епархии Ла-Кросс.